# Campeonato Sul-Americano de Voleibol Masculino Sub-21
O Campeonato Sul-Americano de Voleibol Masculino Sub-21 é um torneio de seleções de voleibol organizado a cada dois anos pela Confederação Sul-Americana de Voleibol (CSV) que reúne as seleções juniores de voleibol da América do Sul, reservada a jogadores com idade inferior a 21 anos.

## Histórico
A primeira edição ocorreu no Brasil em 1972. Este torneio sofre um domínio muito marcante da seleção brasileira, que venceu a competição vinte vezes.

## Quadro de medalhas
| Ordem | País      | Medalha de ouro | Medalha de prata | Medalha de bronze | Total |
| ----- | --------- | --------------- | ---------------- | ----------------- | ----- |
| 1     | Brasil    | 21              | 5                | 0                 | 26    |
| 2     | Argentina | 4               | 16               | 5                 | 25    |
| 3     | Venezuela | 1               | 4                | 10                | 15    |
| 4     | Colômbia  | 0               | 1                | 2                 | 3     |
| 5     | Chile     | 0               | 0                | 7                 | 7     |
| 6     | Paraguai  | 0               | 0                | 1                 | 1     |
| 6     | Peru      | 0               | 0                | 1                 | 1     |